# Llibre del Repartiment de València
Pour les articles homonymes, voir Llibre del Repartiment.
 (avril 2023).
Si vous disposez d'ouvrages ou d'articles de référence ou si vous connaissez des sites web de qualité traitant du thème abordé ici, merci de compléter l'article en donnant les références utiles à sa vérifiabilité et en les liant à la section « Notes et références ».

Le Llibre del Repartiment de València  (en catalan ; en français : « Livre de partage de Valence ») est un registre à destination du roi d'Aragon où les scribes notaient les promesses de donations faites à ceux qui participeraient à la conquête du nouveau royaume de Valence.

## Présentation
Valence capitula le 28 septembre 1238 lorsque les Chrétiens conduits par le roi Jacques Ier d'Aragon pénétrèrent dans la ville, bien que la tradition veuille que ce soit le jour de la saint Denis, le 9 octobre.
Le jour même, la rédaction du document débuta.
Le médiéviste Antoni Furió le décrit comme « une sorte d'inventaire et de division du butin territorial obtenu, qui comprenait aussi bien les concessions de maisons et de terres aux petits colons, en lots familiaux plus ou moins homogènes, que les rafals [petites propriétés agricoles] et les alqueries octroyés à la noblesse et repeuplés ultérieurement par des chartes de peuplement ou des établissements individuels ».
Les biens offerts aux nouveaux propriétaires avaient bien pris aux musulmans. Certains d'entre eux avaient fui vers le sud, là où subsistaient encore des territoires musulmans, tandis que d'autres restèrent dans le nouveau royaume de Valence.
La conquête des territoires situés au sud du Xúquer est à peine documentée dans le livre.
Le livre se présente sous forme des registres numéro 5, numéro 6 et numéro 7 conservés aux Archives de la Couronne d'Aragon (Archivo de la Corona de Aragón (ACA)).
- Le premier manuscrit, ou registre 5 a dix cahiers de papier pour un total de 98 feuilles.
- Le second manuscrit, ou registre 6, comprend 101 feuilles.
- Le troisième manuscrit, ou registre 7 comprend 70 feuilles numérotées à une époque moderne avec des chiffres romains et arabes.

Le livre porte des annotations dont l'interprétation est malaisée et qui ont donné lieu à des controverses (par exemple selon que l'on interprète une ligne barrée comme une donation annulée ou bien comme une prise de possession effective par son destinataire).

### Aspects linguistiques
Ce document a une grande importance pour connaître la toponymie valencienne. On peut y lire des toponymes faisant référence à des rues, places, portes, moulins, hameaux, alquerías, sources, rivières, tours, etc.
Il est également important pour connaître l'anthroponymie des arrivants chrétiens, (aragonais, catalans, navarrais, anglais, hongrois, italiens, occitans, français, etc.).